# 衣笠道雄
衣笠道雄，本名豆田将，日本作曲家，曾多次参与AQUAPLUS旗下作品的配乐及歌曲编曲。2020年7月29日，AQUAPLUS宣布了衣笠道雄去世的消息。

## 代表作品
- 《ToHeart》
- 《ToHeart2》
- 《传颂之物》
- 《传颂之物 虚伪的假面》
- 《传颂之物 二人的白皇》
- 《后天的方向》
- 《白色相簿》
- 《白色相簿2》
- 《花冠之淚》